# 江騰蛟
江 騰蛟（こう とうこう、1919年 - 2009年5月8日）は、中華人民共和国の軍人、革命家。湖北省紅安県出身。元南京軍区空軍政治委員。

## 経歴
1919年、湖北省紅安県で生まれる。
1930年、中国共産主義青年団に加入。同年、中国工農紅軍に参加した。土地革命戦争の時、黄安県区児童団大隊長、鄂豫皖蘇区附南県児童局書記を担当した。日中戦争の時、新四軍第5支隊15連隊指導員、新四軍第2師団5旅13団政治部主任を務めた。国共内戦の時、前後して東北民主連合軍第24旅政治部主任、遼北軍区第2軍分区政治部主任、東北野戦軍第115師政治部主任を務めた。1949年に第四野戦軍39軍115師政部主任を務めた。
1952年、第55軍215師政委に就任。1955年、36歳の江騰蛟は少将を授与された。1967年、南京軍区空軍政治委員に任命。文化大革命の時、江騰蛟は林彪・江青反革命集団の一員であった。1971年に免職された。1981年に「林彪・江青反革命集団」に関与した罪で懲役18年の判決を受け、政治権利が5年間剥奪された。その後、病気により釈放された。山西省太原市に居住した。
2009年5月8日、肺の病気のため北京市朝陽医院で90歳で亡くなった。

## 家族
江騰蛟の妻は李燕平といい、子供があった。